# سامی هاوارث
سامی هاوارث (انگلیسی: Sammy Howarth؛ زادهٔ ۱ فوریهٔ ۱۹۷۱) بازیکن فوتبال اهل انگلستان است. او برای لیورپول، دانکاستر بلز و ترانمر روورز بازی کرده است.
وی همچنین در تیم ملی فوتبال زنان انگلستان بازی کرده است.